# Swireapseudes birdi
Swireapseudes birdi is een naaldkreeftjessoort uit de familie van de Parapseudidae. De wetenschappelijke naam van de soort is voor het eerst geldig gepubliceerd in 2008 door Gutu & Iliffe.